# Popular Vote
Als Popular Vote wird in den Vereinigten Staaten die Anzahl der abgegebenen Stimmen bzw. der prozentuale Stimmenanteil bei einer Wahl für ein politisches Mandat bezeichnet.

## Präsidentschaftswahl in den Vereinigten Staaten
Besonders im Rahmen der Präsidentschaftswahlen spricht man häufig von der Popular Vote in Bezug auf die Stimmen und den Stimmenanteil der an der Wahl teilnehmenden Bevölkerung, da die entscheidenden Stimmen zur Wahl des Präsidenten in einem Wahlmännergremium abgegeben werden. Diese Wahlmänner werden in den jeweiligen Bundesstaaten nach einzelstaatlichen Regeln gewählt und geben anschließend ihre Stimmen ab. Außer in Nebraska und Maine gilt in allen Staaten das „The winner takes all“-Prinzip und die Partei, die in dem Bundesstaat die einfache Mehrheit erreicht, darf sämtliche diesem Staat zustehenden Wahlmänner entsenden. Die Anzahl der Wahlmänner je Staat richtet sich nach der Zahl seiner Vertreter im Senat und Abgeordnetenhaus der Vereinigten Staaten, wobei die Zahl der Vertreter im Abgeordnetenhaus wiederum von der jeweiligen Bevölkerungszahl abhängt. Da jeder Staat unabhängig von der Bevölkerung zwei Senatoren hat, sind bevölkerungsarme Staaten im Wahlmännergremium überrepräsentiert.
Mehrere Bundesstaaten haben sich im National Popular Vote Interstate Compact verpflichtet, ihre Wahlmännerstimmen gemäß dem Ergebnis der Popular Vote stimmen zu lassen, wenn sich genug Staaten angeschlossen haben, um damit die Mehrheit zu erreichen.
Da die Stimmen der Wahlmänner entscheidend sind, wird der Ausdruck Popular Vote bewusst als Abgrenzung hiervon verwendet, um zu zeigen, wie viel Prozent der Wählerstimmen ein Kandidat erreicht hat. Aufgrund des Wahlsystems kann es vorkommen, dass ein Kandidat landesweit die Mehrheit der Popular Vote erreicht, also mehr Wählerstimmen als sein Kontrahent auf sich vereint, jedoch im entscheidenden Wahlmännergremium weniger Stimmen erzielt.

## Kandidaten, die die Wahl ohne absolute Mehrheit derPopular Votegewannen
Im 18. und frühen 19. Jahrhundert bestimmten viele Staaten die Wahlmänner nicht durch direkte Wahl, sondern durch das Parlament des Staates. Zuletzt war dies 1860 in South Carolina der Fall. Die Ergebnisse älterer Wahlen sind daher nur bedingt mit den neueren vergleichbar.

### Wahlsieger ohne relative Mehrheit derPopular Vote

#### 1824: John Quincy Adams, Abstimmung im Repräsentantenhaus
Bei der Präsidentschaftswahl 1824 wurde John Quincy Adams am 9. Februar 1825 zum Präsidenten gewählt. Die Wahl wurde durch das US-Repräsentantenhaus getroffen, da im Electoral College kein Kandidat die absolute Mehrheit der Stimmen erreichte und daher zum ersten und bisher einzigen Mal die Regelung des 12. Zusatzartikels zur Anwendung kam. Andrew Jackson hatte im Electoral College eine einfache Mehrheit erhalten. Daher behauptete er, die Wahl sei manipuliert worden. Allerdings hatten Adams und der ihn unterstützende Henry Clay, der nicht mehr antreten durfte, zusammen mehr Stimmen erhalten als Jackson sowohl im Electoral College als auch in der Popular Vote. 1824 wurden 71 der 261 Wahlmännerstimmen in Staaten vergeben, die keine Volkswahl durchführten.

#### 1876: Rutherford B. Hayes
Die Präsidentschaftswahlen 1876 waren die umstrittensten der US-Geschichte. Samuel J. Tilden aus New York erhielt die meisten Stimmen vor Rutherford B. Hayes aus Ohio mit einem Stimmenvorsprung von ca. 250.000 Stimmen. Tilden bekam auch 184 Stimmen im Electoral College gegenüber 165 für Hayes. Über 20 Stimmen aus den Staaten Florida (4), Louisiana (8) und South Carolina (7) und Oregon (1) kam es zum Disput. Eine 15-köpfige Wahlkommission aus je fünf Mitgliedern von Senat, Repräsentantenhaus und Oberstem Gericht wurde gebildet. Man einigte sich darauf, Hayes die Stimmenmehrheit zuzusprechen und dafür wichtige Punkte im Bereich des Wiederaufbaus der Südstaaten zu akzeptieren. Hayes wurde zum Präsidenten gewählt.

#### 1888: Benjamin Harrison
Bei den Präsidentschaftswahlen 1888 trat der Amtsinhaber Grover Cleveland gegen den ehemaligen Senator Benjamin Harrison aus Indiana an. Cleveland gewann die Popular Vote mit einem Stimmenvorsprung von knapp 90.000 Stimmen, jedoch nicht die Mehrheit der Wahlmänner. 1892 trat Cleveland erneut gegen Harrison an und gewann sowohl die Mehrheit der Wähler- als auch die Mehrheit der Wahlmännerstimmen.

#### 2000: George W. Bush
Bei den Präsidentschaftswahlen 2000  trat der amtierende Vizepräsident Al Gore gegen den amtierenden Gouverneur von Texas George W. Bush an. Gore gewann die Popular Vote mit einem Vorsprung von mehr als 540.000 Stimmen, jedoch nicht die Mehrheit der Wahlmänner.

#### 2016: Donald Trump
Bei der Präsidentschaftswahl 2016 hatte die Kandidatin Hillary Clinton fast 2,9 Millionen Stimmen mehr als ihr Gegenkandidat Donald Trump, der mehr Wahlmännerstimmen erhielt. Trump behauptete drei Tage nach seiner Amtseinführung gegenüber führenden Kongressmitgliedern, er hätte auch bei der Popular Vote eine Mehrheit der Stimmen erhalten, wenn nicht fünf Millionen Menschen illegal bei der Wahl abgestimmt hätten. Für diese später noch öfter wiederholte Behauptung lieferte er keinen Beweis. Auch eine von Trump eingesetzte Kommission konnte keine Belege für den angeblichen Betrug finden.

### Wahlsieger mit relativer, aber ohne absolute Mehrheit
Eine relative Mehrheit von weniger als 50 % der Stimmen, aber dennoch eine absolute Mehrheit im Electoral College kam bei bisher fünfzehn Präsidentenwahlen vor. James Polk bei der Präsidentschaftswahl 1844, Zachary Taylor 1848, James Buchanan 1856, Abraham Lincoln 1860, James Garfield 1880, Grover Cleveland 1884 und 1892, Woodrow Wilson 1912 und 1916, Harry S. Truman 1948, John F. Kennedy 1960, Richard Nixon 1968 sowie Bill Clinton 1992, 1996 und Donald Trump 2024 wurden jeweils mit weniger als 50 % der Wählerstimmen zum Präsidenten gewählt bzw. wiedergewählt.
Besonders knapp waren die Wahlen 1880, als Garfield mit knapp 2000 Stimmen oder weniger als 0,1 % Vorsprung gewählt wurde und 1960, als Kennedy mit etwa 110.000 Stimmen Vorsprung oder 0,2 % der Stimmen gewann. Lincoln erreichte 1860 mit weniger als 40 % der Wählerstimmen die absolute Mehrheit im Electoral College, da drei Gegenkandidaten, die ebenfalls Wahlmännerstimmen erhielten, sich gegenseitig die Wähler abspenstig machten. 1912 profitierte Wilson davon, dass der frühere republikanische Präsident Theodore Roosevelt als Kandidat der Progressiven Partei gegen den amtierenden republikanischen Präsidenten William Howard Taft antrat. Die beiden erhielten zusammen mehr als 50 % der Stimmen, jeder einzeln hätte Wilson vermutlich geschlagen.

## Weitere Verwendungen des Begriffes
Der Begriff Popular Vote wird in den USA auch für Direktwahlen verwendet, wie beispielsweise bei Mitgliedern des Kongresses, Gouverneurswahlen oder Wahlen zu den Parlamenten der Bundesstaaten. Da bei Direktwahlen ausschließlich die Popular Vote entscheidet, ist ein Wahlsieger ohne eigene Stimmenmehrheit nicht möglich.
Deutschsprachige Medien verwenden den Begriff Popular Vote gelegentlich.